# Kotohira
Kotohira (琴平町, Kotohira-chō) és una vila i municipi de la prefectura de Kagawa, a la regió de Shikoku, Japó i pertanyent al districte de Naka-Tado. Kotohira és una localitat històrica i turística tant prefectural com nacionalment, destacant el gran santuari de Kotohira, un dels més grans de tot Shikoku.

## Geografia
El municipi de Kotohira està situat al centre de la meitat occidental de la prefectura de Kagawa, al nord-est de l'illa de Shikoku. La vila de Kotohira marca diversos "rècords" en ser el municipi més xicotet en superfície a la prefectura, el segon menys poblat de Kagawa i el menys poblat dels que es troben a la part continental, no comptant les illes de la mar interior de Seto, com Naoshima, el municipi menys poblat de la prefectura de Kagawa. Kotohira també és dels pocs municipis de Kagawa que no fa costa amb la mar de Seto, que es troba en els contraforts de la serra de Sanuki. El terme municipal de Kotohira limita amb els de Zentsūji al nord; amb Mitoyo a l'oest i amb Mannō al sud.

## Història
Abans de l'aprovació de l'actual llei de municipis del Japó, ja existia el poble de Kotohira des del 27 de novembre de 1873. El 15 de febrer de 1890, ja sota l'actual llei, es funda la primigènia vila de Kotohira i el poble d'Enai. Més tard, l'1 d'abril de 1955, Enai és absorbida per la vila de Kotohira. El 31 de març de 1956, però, s'escindeix la vila de Mannō i l'1 d'abril de 1958 s'escindeix el poble de Zōgō, el qual més tard s'integraria dins de la ciutat de Zentsūji. L'1 de desembre de 1972, la vila estrena el seu escut d'armes.

## Demografia
| 1920   | 1930   | 1940  | 1950  | 1960   | 1970   | 1980   |
| ------ | ------ | ----- | ----- | ------ | ------ | ------ |
| ND     | ND     | ND    | ND    | 14.839 | 14.324 | 13.807 |
| 1990   | 2000   | 2010  | 2020  | 2030   | 2040   | 2050   |
| 12.632 | 11.335 | 9.974 | 8.494 | -      | -      | -      |

## Transport

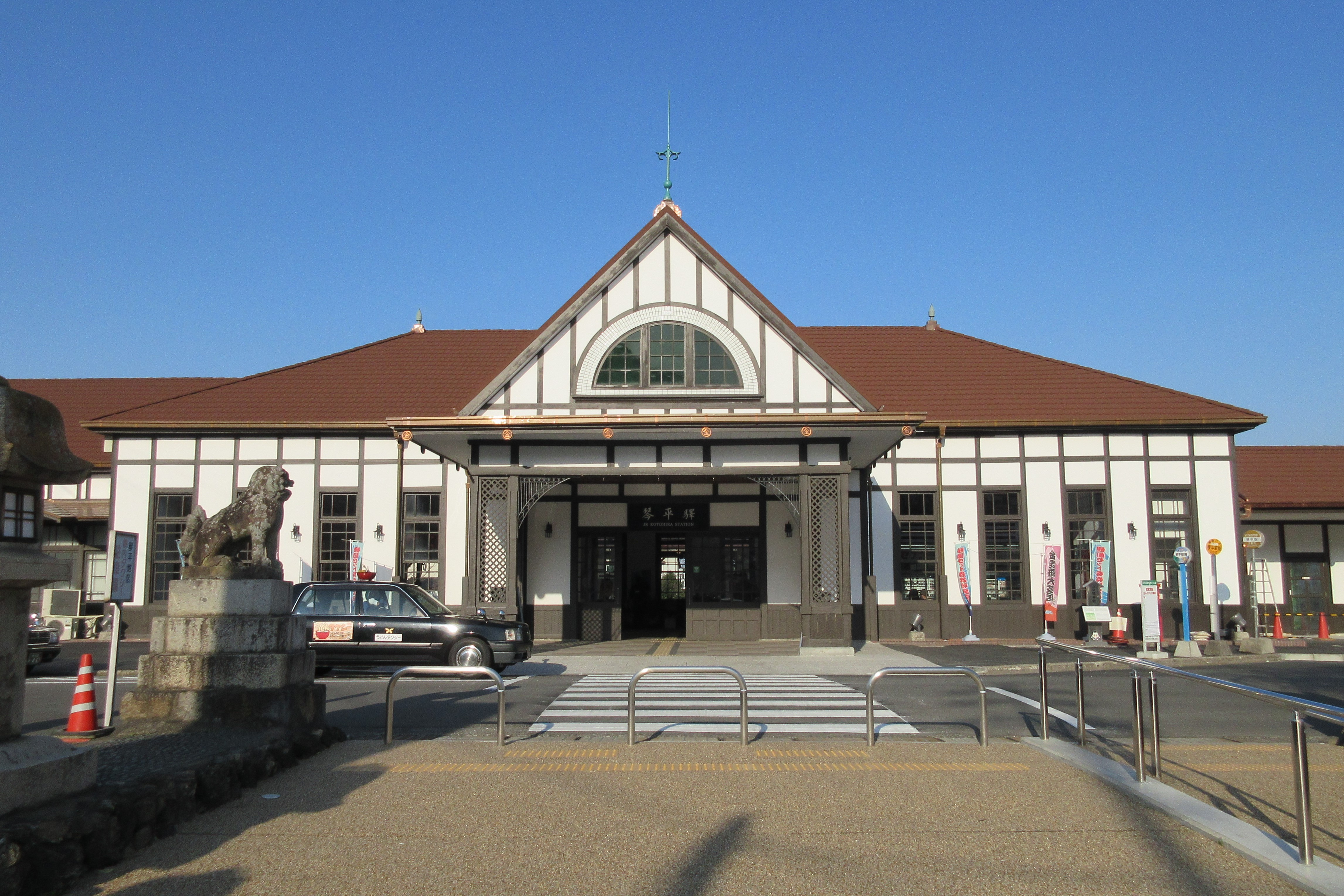
Estació de Kotohira (JR)

### Ferrocarril
- Companyia de Ferrocarrils de Shikoku (JR Shikoku)
  - Kotohira
- Ferrocarril Elèctric Takamatsu-Kotohira (Kotoden)
  - Enai - Kotoden-Kotohira

### Carretera
- Nacional 319 - Nacional 377

## Agermanaments
- Izumo, prefectura de Shimane, Japó. (25 de setembre de 2004)